# Yeopgijeogin geunyeo
My Sassy Girl (limba coreeană: 엽기적인 그녀 Yeopgijeogin geunyeo; literal, Fata cea ciudată) este un film sud-corean realizat de regizorul Kwak Jae-yong în anul 2001.

## Descriere
Filmul este bazat pe o serie de povestiri adevărate postate de Ho-sik Kim pe internet, prin care descrie relația cu iubita sa. Acestea au fost ulterior transformate într-o carte best-seller - filmul urmând îndeaproape cartea.
Filmul se deschide cu Kyun-woo (Cha Tae-hyun), un student milos, care tot intra în necazuri. În drum spre casă într-o noapte el întâlnește o femeie frumoasă, care în metrou il numește "iubitule" și apoi leșină. Cu ochii pasagerilor ațintiți către el, el nu are altă soluție decât să-și asume responsabilitatea pentru ea. Astfel el începe o relație cu domnișoara care îi fură inima.

## Reguli De A Iubi o "Sassy Girl"
1. Nu-i cere ca ea să fie feminină.
2. Nu o lasa sa bea mai mult de trei pahare. Ea va bate pe cineva.
3. Cand iesiti împreunã bea numai cafea. Nici gand de Cola sau suc.
4. Daca te lovește, prefa-te ca doare. Daca te doare, prefa-te ca nu te doare.
5. La aniversarea voastra de 100 de zile împreună, da-i un trandafir in timpul orei. Ii va placea foarte mult.
6. Asigura-te că înveti scrimă și squash.
7. De asemenea, fii pregătit să mergi la închisoare, uneori.
8. În cazul în care ea spune "te omor", nu o lua prea in serios. Te vei simti mai bine.
9. În cazul în care picioarele o dor,  fă schimb de pantofi cu ea.
10. Îi place să scrie. Încurajeaz-o!